# Кнобельсдорф, Курд Готтлоб фон
Курд Готтлоб фон Кнобельсдорф (нем. Kurd Gottlob von Knobelsdorff; 26 июня 1735, Кроссен — 24 февраля 1807, Берлин) — прусский генерал-майор.

## Биография
Из дворянского рода фон Кнобельсдорф. Сын Иоганна Фридриха фон Кнобельсдорфа (1693—1760), главного лесничего Пруссии, и его жены Шарлотты Вильгельмины, урождённой фон Калькройт. Брат Курда Готтлоба, Александр Фридрих (1723—1799) был прусским генерал-фельдмаршалом, а другой брат, Август Рудольф (1725—1894) — генерал-майором.
В 1749 году юный фон Кнобельсдорф стал пажом короля Фридриха Великого. Ранее таким же образом начиналась карьера его брата, Августа Рудольфа. 30 ноября 1752 года Курд Готтлоб был произведён в прапорщики и зачислен  в пехотный полк принца Генриха. Накануне начала Семилетней войны он был произведён в подпоручики. В ходе Семилетней войны фон Кнобельсдорф принимал участие во многих сражениях. 7 февраля 1758 года он был повышен до старшего лейтенанта, а 9 января 1762 года — до штабс-капитана. 
29 мая 1765 года фон Кнобельсдорф стал капитаном и ротным командиром, таким образом, догнав в чинопроизводстве старшего брата Августа. Оба они в качестве ротных командиров приняли участие в Войне за баварское наследство. 24 мая 1781 года Курд Готтлоб фон Кнобельсдорф был произведен в майоры, а 15 июня 1785 года стал командиром гренадерского батальона. 13 августа 1790 года он был повышен до подполковника, а 24 мая 1791 года был назначен командиром резервного батальона полка фон Тиндемана. Чуть позже, 14 июня 1791 года, был произведён в полковники, но не получил своего полка, а вместо этого, 20 июля 1792 года был назначен командиром резервного батальона полка Кронпринца. 
4 августа 1797 года был назначен комендантом Штеттинской крепости с окладом в 1100 талеров, и в этой должности дослужился до генерал-майора (2 сентября 1798 года). Несмотря на то, что Штеттин был крупной крепостью, эта должность считалась сугубо тыловой. Непосредственным начальником фон Кнобельсдорфа был губернатор города, генерал-лейтенант фон Ромберг.
В 1806 году в Европе разгорелась Война четвёртой коалиции — очередная в череде Наполеоновских войн.  14 октября 1806 года французские войска в двойном сражении при Йене и Ауэрштедте нанесли чудовищное поражение прусской армии. После этого крупное подразделение прусской армии под командованием принца Гогенлоэ практически без боя сдалось французам 28 октября 1806 в Пренцлау, в нескольких километрах от Штеттина. 
Сам по себе Штеттин, однако, оставался хорошо укреплённой крепостью с пятитысячным гарнизоном, большим количеством артиллерии, пороха и военных запасов, способной выдержать несколько месяцев осады. Однако, командиры войск, находившихся в крепости, и в том числе Ромберг, которому было тогда 77 лет, были деморализованы известиями о поражениях армии. В результате, когда на следующий день перед Штеттином появились французские войска и потребовали сдачи города-крепости, Ромберг решил сдаться без боя. Его не остановило даже то, что в тот момент перед крепостью находился лишь легендарный французский кавалерист генерал Лассаль со своими двумя гусарскими полками (800 всадников), без пехоты, военных инженеров, осадных орудий... Несмотря на всё это, созванный перед сдачей военный совет согласился с решением Ромберга. Два находившихся с ним в крепости генерала — генерал-майоры Бонавентура фон Раух и  Кнобельсдорф, которому было в то время больше 70 лет, также сдались в плен наряду с остальным гарнизоном. 
После того, как Война четвёртой коалиции закончилась поражением Пруссии и подписанием унизительного для неё мирного договора, Ромберг и его подчинённые, Раух и Кнобельсдорф, были арестованы и предстали перед судом по приказу короля Пруссии Фридриха Вильгельма III. Кнобельсдорф к тому времени был уволен в отставку без права на восстановление в армии (королевским указом 1 декабря 1806 года). Дальнейшее наказание для фон Кнобельсдорфа должен был определить суд, но он скончался, не дожив до его окончания. 